# Wahlbeteiligung
Die Wahlbeteiligung oder die Stimmbeteiligung gibt den Anteil der Wahlberechtigten wieder, die bei einer Wahl oder einem Referendum tatsächlich gewählt haben. Abhängig von der jeweiligen Gebietskörperschaft werden diejenigen, die einen leeren oder ungültigen Wahlzettel abgegeben haben, entweder zu den Wählern oder zu den Nichtwählern gezählt. Diese sind bei vielen Wahlen de facto die stärkste „Partei“.
In der Öffentlichkeit wird der Begriff meist im Zusammenhang mit politischen Wahlen gebraucht, allerdings kann er auch bezogen auf andere Wahlen benutzt werden. Bei politischen Wahlen ist sie eine Art der politischen Partizipation.

## Definition
Die Wahlbeteiligung wird in der Regel als das Verhältnis der teilnehmenden Wähler zu der Gesamtzahl aller Wahlberechtigten definiert:
{\displaystyle {\text{Wahlbeteiligung}}={\frac {{\text{W}}{\ddot {\text{a}}}{\text{hler}}}{\text{Wahlberechtigte}}}\cdot 100\,\%}
So betrug beispielsweise bei der österreichischen Nationalratswahl 2008 die Anzahl der Wahlberechtigten 6.333.109 Personen, von denen 4.990.952 Personen tatsächlich gewählt haben. Daraus errechnet sich hier eine Wahlbeteiligung von 78,81 %. Es ist in diesem Beispiel auch ersichtlich, dass die Zahl der abgegebenen Stimmzettel (Zahl der Wähler) die Summe aus den gültigen (4.887.309) und den ungültigen (103.643) Stimmzetteln ist. Diese Berechnungsweise gilt auch in Deutschland und in der Schweiz. Die Zahl der Wähler ergibt sich somit auch aus der Gesamtzahl der Wahlberechtigten abzüglich der Nichtwähler.
Bei dieser Definition ist zu berücksichtigten, dass in einigen Ländern eine Registrierung erforderlich ist, um ins Wählerverzeichnis aufgenommen zu werden. So betrug 2004 in den USA der Anteil der registrierten Wahlberechtigten 79 % der Personen im Wahlalter. Die Wahlbeteiligung bezogen auf alle Personen im Wahlalter betrug somit nur 55,27 %.

## Forschung
In der politikwissenschaftlichen Forschung wird aggregierte Wahlbeteiligung als eine Kernvariable zur Beurteilung der politischen Partizipation herangezogen. Sehr niedrige und sinkende Wahlbeteiligungsquoten werden häufig in Verbindung mit einer Krise der Demokratie gebracht. Zudem wird Wahlbeteiligung im Vanhanen-Index genutzt, um den Demokratisierungsgrad eines Landes zu messen.
Zur Erklärung unterschiedlicher Niveaus der Wahlbeteiligung haben sich verschiedene Theorien herausgebildet. Einflussreich ist das sogenannte Paradox der Wahlbeteiligung nach Anthony Downs. Ausgangspunkt ist die Annahme, dass sich Menschen nur dann an einer Wahl beteiligen, wenn der individuelle Nutzen größer ist als die Kosten. Dies trifft nur in dem unwahrscheinlichen Fall zu, dass die eigene Stimme entscheidend für den Wahlausgang ist. Diese Theorie wird häufig als ökonomische Theorie bezeichnet. Davon abzugrenzen sind soziologische Erklärungsansätze, die Wahlbeteiligung auf Basis von Gruppenzugehörigkeiten und Identitäten erklären. Sozialpsychologische Erklärungsansätze fokussieren sich eher auf Parteiidentifikation sowie Kandidaten- und Sachfragenorientierung, die jeweils eine Beteiligung an der Wahl begünstigen.
In der empirischen Untersuchung unterschiedlicher Niveaus der Wahlbeteiligung werden institutionelle Variablen (Wahlpflicht, Wahlsystem, Regierungssystem etc.) und das sozioökonomische Umfeld (Bruttoinlandsprodukt, wirtschaftliche Entwicklung etc.) herangezogen. Empirische Untersuchungen beziehen sich dabei sowohl auf Demokratien als auch auf Diktaturen.

## Deutschland

Deutsche Wahlbeteiligung an den Europawahlen

Europawahlen in Deutschland mit Nichtwählern

Bundestagswahlen

Bei Bundestagswahlen lag die Wahlbeteiligung (Quote) bis 1983 meist über 85 Prozent, seit 1987 meist unter 80 Prozent. Bei Landtagswahlen liegt sie in der Regel bei über 50 Prozent, bei Kommunalwahlen über 45 Prozent. Bei der Europawahl 2019 lag sie mit 61,4 Prozent deutlich höher als in den Europawahlen zuvor.
Die bisher höchste Wahlbeteiligung bei freien Wahlen gab es bei der Volkskammerwahl 1990 in der DDR mit 93,4 Prozent und bei der Bundestagswahl 1972 mit 91,1 Prozent, die niedrigste (Stand 2023) bei der Bundestagswahl 2009 mit 70,8 Prozent.
Es gibt in Deutschland keine Mindestwahlbeteiligung, d. h., es gibt keine Mindestzahl an abgegebenen Stimmen, unterhalb derer die Wahl ungültig wäre. Leere Wahlzettel gelten nach dem Bundeswahlgesetz als ungültig (§ 39 BWahlG).
Auf Bundes-, Landes-, Kreis- und Kommunalebene sinkt die Wahlbeteiligung seit ihrem Höhepunkt in den 1970ern. Die Gründe für diesen allgemein als Wahlmüdigkeit bezeichneten Abwärtstrend sind umstritten. Die Normalisierungshypothese verweist auf die historisch und im internationalen Vergleich ungewöhnlich hohe Wahlbeteiligung in den 50er und 60er Jahren in Deutschland und deutet das Sinken als Normalisierung. Manche Politikwissenschaftler und Soziologen führen dies auf das durch gebrochene Wahlversprechen sinkende Vertrauen in die Parteiendemokratie zurück. Außerdem seien die politischen Unterschiede zwischen den Parteien immer schwerer erkennbar („Politikverdrossenheit“). Es gibt auch die Theorie, die sinkende Wahlbeteiligung sei ein Generationeneffekt, d. h., die neu ins Wahlalter eintretenden Jahrgänge würden zu einem geringen Teil wählen gehen.
Um das Ausmaß dieses Phänomens zu verdeutlichen, wird gelegentlich das Bild einer „Partei der Nichtwähler“ herangezogen: Hätten alle Nichtwähler für eine weitere, fiktive Partei gestimmt, wäre diese bei einigen Wahlen die stärkste Fraktion im Parlament. Aus der hohen Zahl von Nichtwählern und den steigenden Zahlen von ungültigen Stimmen ergibt sich ein großes Stimmenpotenzial.

### Nationalsozialismus und DDR
Bei den unfreien Wahlen zum Reichstag in der Zeit des Nationalsozialismus und der Volkskammer in der DDR wurden offiziell signifikant höhere Wahlbeteiligungen ausgewiesen, als dies bei freien Wahlen erreichbar gewesen wäre. Die Wahlbeteiligung wurde in der jeweiligen Propaganda als ein Ausdruck der Unterstützung der Bevölkerung für das Regime dargestellt.
Wahlbeteiligungen bei den Reichstagswahlen im Nationalsozialismus, an denen lediglich eine Partei (NSDAP) zugelassen war:
| Reichstagswahl | Wahlbeteiligung in % |
| -------------- | -------------------- |
| 1933           | 95,2                 |
| 1936           | 99,0                 |
| 1938           | 99,6                 |

Wahlbeteiligungen bei Volkskammerwahlen der DDR (Beispiele, da sich die Größenordnung nicht veränderte):
| Volkskammerwahl | Wahlbeteiligung in % |
| --------------- | -------------------- |
| 1950            | 99,7                 |
| 1986            | 99,74                |

Aber auch bei den ersten freien Wahlen in der DDR am 18. März 1990 war die Wahlbeteiligung sehr hoch, fiel dann allerdings zu den ersten Landtagswahlen im Oktober und zur Bundestagswahl im Dezember des Jahres 1990 stark:
| Volkskammerwahl | Wahlbeteiligung in % |
| --------------- | -------------------- |
| 1990            | 93,38                |

### Bundestagswahlen
| Bundestagswahl | Wahlbeteiligung in % | Kommentar                                             |
| -------------- | -------------------- | ----------------------------------------------------- |
| 1949           | 78,5                 |                                                       |
| 1953           | 86,0                 |                                                       |
| 1957           | 87,8                 | „Kleine Wiedervereinigung“                            |
| 1961           | 87,7                 |                                                       |
| 1965           | 86,8                 |                                                       |
| 1969           | 86,7                 |                                                       |
| 1972           | 91,1                 | „Willy-Wahl“ (höchste Wahlbeteiligung in der BRD)     |
| 1976           | 90,7                 |                                                       |
| 1980           | 88,6                 |                                                       |
| 1983           | 89,1                 |                                                       |
| 1987           | 84,3                 |                                                       |
| 1990           | 77,8                 | „Deutsche Wiedervereinigung“                          |
| 1994           | 79,0                 |                                                       |
| 1998           | 82,2                 |                                                       |
| 2002           | 79,1                 |                                                       |
| 2005           | 77,7                 |                                                       |
| 2009           | 70,8                 | niedrigste Wahlbeteiligung im vereinigten Deutschland |
| 2013           | 71,5                 |                                                       |
| 2017           | 76,2                 |                                                       |
| 2021/23        | 76,6                 |                                                       |
| 2025           | 82,5                 | höchste Wahlbeteiligung im vereinigten Deutschland    |

### Landtagswahlen
Im folgenden sind die Wahlbeteiligungen der jeweils letzten Landtagswahl in den deutschen Bundesländern gezeigt:
| Land                   | Jahr | Wahlbeteiligung in % |
| ---------------------- | ---- | -------------------- |
| Sachsen                | 2024 | 74,4                 |
| Thüringen              | 2024 | 73,6                 |
| Bayern                 | 2023 | 73,1                 |
| Brandenburg            | 2024 | 72,9                 |
| Mecklenburg-Vorpommern | 2021 | 70,8                 |
| Hamburg                | 2025 | 67,6                 |
| Hessen                 | 2023 | 66,0                 |
| Rheinland-Pfalz        | 2021 | 64,4                 |
| Baden-Württemberg      | 2021 | 63,8                 |
| Berlin                 | 2023 | 62,9                 |
| Saarland               | 2022 | 61,4                 |
| Niedersachsen          | 2022 | 60,3                 |
| Schleswig-Holstein     | 2022 | 60,3                 |
| Sachsen-Anhalt         | 2021 | 60,3                 |
| Bremen                 | 2023 | 56,8                 |
| Nordrhein-Westfalen    | 2022 | 55,5                 |

## Liechtenstein
Das Fürstentum Liechtenstein ist verfassungsmässig als eine „konstitutionelle Erbmonarchie auf demokratisch-parlamentarischer Grundlage“ definiert – mit zwei Souveränen. Das Volk einerseits, und der Landesfürst andererseits. Das Volk selbst kann sowohl direkt-, wie auch indirektdemokratisch in das Politgeschehen eingreifen. Die Landtagswahlen, in denen 25 Volksvertreter bestimmt werden, finden in der Regel alle 4 Jahre statt.
Traditionellerweise ist die Wahlbeteiligung im Fürstentum sehr hoch. Während sie bis in die 1980er Jahre jeweils bei über 90 % gelegen hat, sank sie bis zu der Landtagswahl 2009 auf rund 85 %.
| Landtagswahlen | Wahlbeteiligung in % | Vergleich zur letzten Wahl (in Prozentpunkten) |
| -------------- | -------------------- | ---------------------------------------------- |
| 1945           | 93,3                 | –                                              |
| 1949           | 91,9                 | −1,4                                           |
| 1953a          | 90,7                 | −1,2                                           |
| 1953b          | 93,3                 | +2,6                                           |
| 1957           | 93,4                 | +0,1                                           |
| 1958           | 96,4                 | +3,0                                           |
| 1962           | 94,9                 | −1,9                                           |
| 1966           | 95,6                 | +0,7                                           |
| 1970           | 94,9                 | −0,7                                           |
| 1974           | 95,6                 | +0,7                                           |
| 1978           | 95,7                 | +0,1                                           |
| 1982           | 95,4                 | −0,3                                           |
| 1986           | 93,3                 | −2,1                                           |
| 1989           | 90,9                 | −2,1                                           |
| Februar 1993   | 87,5                 | −3,4                                           |
| Oktober 1993   | 85,3                 | −2,2                                           |
| 1997           | 86,9                 | +1,6                                           |
| 2001           | 86,8                 | −0,1                                           |
| 2005           | 86,5                 | −0,3                                           |
| 2009           | 84,6                 | −1,9                                           |
| 2013           | 79,8                 | −4,8                                           |
| 2017           | 77,8                 | −2,0                                           |
| 2021           | 78,0                 | +0,2                                           |
| 2025           | 76,3                 | −1,7                                           |

## Österreich

### 1919 bis 1930
Wahlbeteiligung bei Nationalratswahlen der ersten Republik ab 1919:
| Nationalratswahl | Wahlbeteiligung in % | Vergleich zur letzten Wahl (in Prozentpunkten) |
| ---------------- | -------------------- | ---------------------------------------------- |
| (1919)           | (93,27)              | –                                              |
| 1920             | 84,4                 | (−8,87)                                        |
| 1923             | 87,0                 | +2,6                                           |
| 1927             | 89,3                 | +2,3                                           |
| 1930             | 90,2                 | +0,9                                           |

Anmerkung: Im Jahr 1919 fand keine Nationalratswahl statt, sondern eine Wahl der konstituierenden Nationalversammlung, daher die Einklammerungen.

### Seit 1945
Wahlbeteiligung bei Nationalratswahlen der zweiten Republik ab 1945:
| Nationalratswahl | Wahlbeteiligung in % | Vergleich zur letzten Wahl (in Prozentpunkten) |
| ---------------- | -------------------- | ---------------------------------------------- |
| 1945             | 93,27                | –                                              |
| 1949             | 95,49                | +2,22                                          |
| 1953             | 94,15                | −1,34                                          |
| 1956             | 94,31                | +0,16                                          |
| 1959             | 92,90                | −1,41                                          |
| 1962             | 92,73                | −0,17                                          |
| 1966             | 92,74                | +0,01                                          |
| 1970             | 90,95                | −1,79                                          |
| 1971             | 91,42                | +0,47                                          |
| 1975             | 91,92                | +0,50                                          |
| 1979             | 91,18                | −0,74                                          |
| 1983             | 91,29                | +0,11                                          |
| 1986             | 88,85                | −3,07                                          |
| 1990             | 83,58                | −5,27                                          |
| 1994             | 80,24                | −3,34                                          |
| 1995             | 83,08                | +2,84                                          |
| 1999             | 80,42                | −2,66                                          |
| 2002             | 84,27                | +3,85                                          |
| 2006             | 78,48                | −5,79                                          |
| 2008             | 78,81                | +0,33                                          |
| 2013             | 74,42                | −4,39                                          |
| 2017             | 80,00                | +5,58                                          |
| 2019             | 75,59                | −4,41                                          |

Anmerkung: Die besonders hohen Wahlbeteiligungen von 1945 bis 1986 lassen sich unter anderem dadurch erklären, dass (in einem Teil der Bundesländer) in Österreich bis Anfang der 1990er Wahlpflicht herrschte.

## Schweiz
Die Zahl der Möglichkeiten abzustimmen, der «Urnengänge», in der Schweiz ist weltweit einmalig hoch – alle Behördenwahlen und Volksabstimmungen über Verfassungen, Gesetze, Finanzvorlagen, Volksinitiativen, Referenden etc. in Bund, Kantonen und Gemeinden zusammengenommen.
Im «halb-direktdemokratischen» politischen System der Schweiz sind die Stimm- und Wahlberechtigten (der Souverän, das Volk, auf Bundesebene seit 1971 nicht nur Männer →Frauenstimmrecht in der Schweiz) nicht nur berechtigt, ihre Repräsentanten zu wählen (Gemeinde-, Kantons-, National- und Ständeräte, sowie Exekutive), sondern auch über Abstimmungen direkten Einfluss auf die Regierungs- und legislativen Tätigkeiten zu nehmen. Dazu sind vier Abstimmungstermine jährlich vorgesehen. Zu einem dieser «Urnengänge» finden auch Wahlen statt (im üblichen Rhythmus der Legislativen).
In der Schweiz errechnet sich die Stimm- und Wahlbeteiligung, indem man die Anzahl der abgegebenen und eingelegten Stimm- oder Wahlzettel durch die Anzahl der Wahl-/Stimmberechtigten teilt. Leere oder ungültig gemachte Stimmen fliessen in die Stimm-/Wahlbeteiligung ein.
{\displaystyle {\text{Stimm-/Wahlbeteiligung}}={\tfrac {\text{abgegebene Stimm-/Wahlzettel}}{\text{Stimm-/Wahlberechtigte}}}\cdot 100\,\%}

### Stimm- und Wahlbeteiligung
An Abstimmungen und Wahlen nehmen in der Schweiz im langjährigen Durchschnitt rund 45 Prozent der Stimmberechtigten pro Abstimmung teil, was im internationalen Vergleich an sich gering wäre. Allerdings berücksichtigen solche Vergleiche nicht, dass in einer Legislaturperiode von (üblicherweise) vier Jahren sechzehn Abstimmungstermine stattfinden, dazu noch zu mehreren Abstimmungsthemen (Vorlagen). So kommt es dazu, dass in solchen Vergleichen die politische Beteiligung in der Schweiz massiv unterschätzt wird.
| 10-Jahresdurchschnitte |                       |
| ---------------------- | --------------------- |
| 1951–1960              | 50,3 %                |
| 1961–1970              | 44,5 %                |
| 1971–1980              | 41,2 %                |
| 1981–1990              | 40,6 %                |
| 1991–2000              | 43,0 %                |
| 2001–2010              | 45,2 %                |
| 2011–2020              | 46,4 %                |
|                        |                       |
|                        | 100 % (zum Vergleich) |

Gründlichere, fundiertere politologische Untersuchungen ergeben ein anderes Bild – drei Viertel aller Stimmberechtigten gehen «mehr oder weniger» regelmässig «an die Urne», wie eine Studie der Universität Zürich und des Zentrums für Demokratie Aarau zeigte, die Daten aus den Kantonen Genf und St. Gallen auswertete. In der Stadt St. Gallen in einem Zeitraum von etwa einer halben Legislaturperiode (sieben Abstimmungstermine). Die Auswertung zeigt, dass in diesem Zeitraum 75 % der Stimmberechtigten an mindestens einem von sieben «Urnengängen» (mit mehreren Vorlagen) teilnehmen, welche die Studie erfasste. Weiter, dass rund 25 % der Stimmberechtigten an allen Wahlen und Abstimmungen teilnehmen, 20 % an keinen, und 55 % unregelmässig.
Im von Uwe Serdült et al. untersuchten Zeitraum 2010 bis Anfang 2012 mit damals drei Abstimmungsterminen jährlich – also je drei Termine 2010 und 2011, einer 2012, insgesamt sieben in etwas über eine halbe Legislaturperiode – beteiligten sich in der Stadt St. Gallen (siehe auch Grafik unten) 47 % bis 55 % an einzelnen Abstimmungen, 58 % bis 63 % an einer von zwei, 66 % bis 67 % an einer von drei, 69 % bis 71 % an einer von vier, 71 % bis 73 % an einer von fünf, 74 % an einer von sechs, 75 % an einer von sieben. Für den ganzen Zeitraum einer Legislatur (plus weitere sechs Abstimmungen, 2. Q 2010 bis 1. Q 2014) war die Beteiligung 81,3 % (an einer von fünfzehn Abstimmungen).
Dazu kämen noch die, in der Untersuchung nicht erfassten, Wahlen (auf Bundesebene Nationalrat und Ständerat), womit die gesamte Stimm- und Wahlbeteiligung noch etwas höher ist.
| Beteiligung an         | sieben Abstimmungen, 2010 bis Anfang 2012      |
| ---------------------- | ---------------------------------------------- |
| einzelnen Abstimmungen | 47 % bis 55 %                                  |
| einer von zwei         | 58 % bis 63 %                                  |
| einer von drei         | 66 % bis 67 %                                  |
| einer von vier         | 69 % bis 71 %                                  |
| einer von fünf         | 71 % bis 73 %                                  |
| einer von sechs        | 74 %                                           |
| einer von sieben       | 75 %                                           |
|                        | fünfzehn Abstimmungen, 2. Q 2010 bis 1. Q 2014 |
| einer von fünfzehn     | 81 %                                           |
|                        |                                                |
|                        | 100 % (zum Vergleich)                          |

#### Wahlbeteiligung
Die Wahlbeteiligung in der Schweiz wird – in denjenigen Untersuchungen, die sie per isolierten Stimm-/Wahlgang betrachten – als die «niedrigste in einem demokratischen Land» betrachtet. Die Gründe dafür werden allgemein in ihrem politischen System gesehen. Durch das Konkordanzprinzip sind abrupte, grössere Machtwechsel – wie sie in Anfängen der Schweizer Demokratie auch üblich waren – ausgeschlossen. Wodurch die Wahlen, im Vergleich zu Ausland – wo Wahlen der Schwerpunkt der politischen Beteiligung sind – an «Brisanz» verlieren.
Die politische Beteiligung in der Schweiz ist aber «massiv höher» – etwa 75 % bis 80 %. Dafür massgeblich ist die hohe «Dichte» der politischen Beteiligung,
die in der Schweiz vor allem in Abstimmungen stattfindet (siehe auch oben Stimm- und Wahlbeteiligung). Die Stimmberechtigten werden jeden dritten Monat «aufgerufen», sich an Volksabstimmungen auf kommunaler, kantonaler und Bundesebene zu beteiligen. Die Wahlen, ebenfalls auf kommunaler, kantonaler und Bundesebene, finden zusätzlich zu einem der Abstimmungstermine statt, in auch anderswo üblichem Rhythmus der jeweiligen Legislaturperiode (i. d. R. vier Jahre).

#### Wahlbeteiligung Nationalratswahlen
Die Wahlbeteiligung in der Schweiz sank im 20. Jahrhundert. Lag diese bei den ersten Nationalratswahlen nach dem Proporzsystem im Jahr 1919 noch bei 80,4 %, waren es im Jahr 1999 nur noch 43,4 % der Stimmberechtigten, die sich an der Wahl beteiligten. Die grössten Verluste waren in den drei Legislaturperioden von 1967 bis 1979 zu beobachten – die Wahlbeteiligung sank von 65,7 % (1967) um mehr als ein viertel auf 48,0 % (1979).
Die folgende Tabelle zeigt die Wahlbeteiligung bei Nationalratswahlen seit der Einführung der Proporzwahl:
| Nationalratswahl | Wahlbeteiligung in % | Vergleich zur letzten Wahl (in Prozentpunkten) |
| ---------------- | -------------------- | ---------------------------------------------- |
| 1919             | 80,4                 | –                                              |
| 1922             | 76,4                 | −4,0                                           |
| 1925             | 76,8                 | +0,4                                           |
| 1928             | 78,8                 | +2,0                                           |
| 1931             | 78,8                 | 0,0                                            |
| 1935             | 78,3                 | −0,5                                           |
| 1939             | 74,3                 | −4,0                                           |
| 1943             | 70,0                 | −4,3                                           |
| 1947             | 72,4                 | +2,4                                           |
| 1951             | 71,2                 | −1,2                                           |
| 1955             | 70,1                 | −1,1                                           |
| 1959             | 68,5                 | −1,6                                           |
| 1963             | 66,1                 | −2,4                                           |
| 1967             | 65,7                 | −0,4                                           |
| 1971             | 56,9                 | −8,8                                           |
| 1975             | 52,4                 | −4,5                                           |
| 1979             | 48,0                 | −4,4                                           |
| 1983             | 48,9                 | +0,9                                           |
| 1987             | 46,5                 | −2,4                                           |
| 1991             | 46,0                 | −0,5                                           |
| 1995             | 42,2                 | −3,8                                           |
| 1999             | 43,3                 | +1,1                                           |
| 2003             | 45,2                 | +1,9                                           |
| 2007             | 48,3                 | +3,1                                           |
| 2011             | 48,5                 | +0,2                                           |
| 2015             | 48,5                 | 0,0                                            |
| 2019             | 45,1                 | −3,4                                           |
| 2023             | 46,6                 | +1,5                                           |

## USA
Die Wahlbeteiligung bei Präsidentschafts- und Parlamentswahlen in den USA ist signifikant niedriger als im europäischen Durchschnitt. Bei den Präsidentschaftswahlen schwankt die Wahlbeteiligung nach 1900 zwischen 49 % und 65 %.
| Jahr | Wahlberechtigte (in Millionen) | Registrierte Wähler (in Millionen) | Wahlbeteiligung (in %) |
| ---- | ------------------------------ | ---------------------------------- | ---------------------- |
| 1824 |                                |                                    | 26,9                   |
| 1860 |                                |                                    | 81,2                   |
| 1900 |                                |                                    | 73,2                   |
| 1944 |                                |                                    | 56,1                   |
| 1948 |                                |                                    | 51,1                   |
| 1952 |                                |                                    | 61,6                   |
| 1956 |                                |                                    | 59,3                   |
| 1960 | 109,67                         | 63,85                              | 62,8                   |
| 1964 | 114,09                         | 73,71                              | 61,4                   |
| 1968 | 120,33                         | 81,66                              | 60,7                   |
| 1972 | 140,78                         | 97,28                              | 55,1                   |
| 1976 | 152,31                         | 105,02                             | 53,6                   |
| 1980 | 164,60                         | 113,04                             | 52,8                   |
| 1984 | 174,47                         | 124,18                             | 53,3                   |
| 1988 | 182,63                         | 126,38                             | 50,3                   |
| 1992 | 189,04                         | 133,82                             | 55,2                   |
| 1996 | 196,51                         | 146,21                             | 49,0                   |
| 2000 | 205,81                         | 156,42                             | 50,3                   |
| 2004 | 197,01                         | 142,07                             | 63,8                   |
| 2008 | 206,07                         | 146,31                             | 63,6                   |
| 2012 | 215,08                         | 153,16                             | 61,8                   |
| 2016 |                                | 157,60                             | 60,2                   |
| 2020 |                                |                                    | 66,3                   |

## Andere Länder
In Frankreich ist es üblich, nicht die Wahlbeteiligung anzugeben, sondern Abstentions, also die relative Anzahl der Stimmenthaltungen oder der Nichtwähler, bezogen auf alle (eingetragenen) Wähler.
In Spanien werden bei Wahlen immer auch die Ungültigen (esp.: nulos) und die Leeren (esp.: votos en blanco), die ebenfalls ungültig sind, aufgeführt. Wie in Deutschland und der Schweiz zählen sie mit den gültigen zu den Wahlteilnehmern.
Es gibt in verschiedenen anderen Ländern, wie Belgien oder Australien, anstelle eines Wahlrechts die Wahlpflicht. Bürgern, die nicht zur Wahl gehen, droht dann zumeist eine Geldstrafe, was die Wahlbeteiligung hoch ausfallen lässt.
In der Schweiz betrifft dies den Kanton Schaffhausen. Als Buße werden sechs Schweizer Franken erhoben.